# Paul Cattermole
Paul Gerald Cattermole (St. Albans, 7 maart 1977 – Dorset, 6 april 2023) was een Britse muzikant. Hij was een lid van de succesvolle popgroep S Club 7. Hij was lange tijd de vriend van Hannah Spearritt en was de leadzanger van Charlie Bullitt, totdat hij de groep in oktober 2005 verliet.
Aanvankelijk had Cattermole het plan om rugbyspeler te worden, maar hij vond dat hij niet goed genoeg was om zijn droom te verwezenlijken. Hij was, net als Hannah Spearritt, lid van het National Youth Music Theatre en was samen met haar te zien in Pendragon (1994). Op hetzelfde moment was hij samen met Emma Bunton (later bekend van de Spice Girls) te zien in een schoolproductie. Een van Cattermoles leraren vertelde in een interview: "Paul was een stille student en erkende in eerste instantie zijn talenten als ster niet. Dit leek om te slaan toen hij met Emma Bunton te zien was in de schoolproductie. Vanaf dat moment vermoedde ik al dat hij nog veel zou bereiken." Cattermole's baantjes, voor S Club 7, waren onder andere, krantenjongen, postbode, slager, deurwaarder, vuilnisman en schoonmaker. Hij volgde theater- en acteerworkshops aan de prestigieuze Mountview Drama School. Op dat moment vormde hij met een aantal vrienden een nu-metalband Skua. Tijdens een show werd hij ontdekt door Simon Fullers 19 Management en uitgenodigd voor een auditie voor S Club 7.
De groep had in Engeland vier nummer 1-hits en één nummer 1-album. In Nederland kwamen ze met Bring it all back tot een vierde plaats in de Nederlandse Top 40. Hij was te zien in de series rondom de groep - Miami 7 (1999), LA 7 (2000), Hollywood 7 (2001) en de eerste vier afleveringen van Viva S Club (2002). Hij deed mee aan twee tournees door Engeland en won samen met de groep twee Brit Awards. In maart 2001 werd hij in Covent Garden (Londen) samen met leden Jon Lee en Bradley McIntosh betrapt op het roken van cannabis. In oktober 2001 onthulde Hanna Spearritt dat zij en Cattermole de afgelopen zes maanden een geheime relatie hadden.
Toch leek Cattermole op zoek naar het wat ruigere werk. Hij was de eerste die S Club 7 in juni 2002 verliet, vanwege zijn afkeer van popmuziek en de overmatige commercie rondom de popmuziek. Na zijn vertrek bij S Club 7 sloot hij zich weer aan bij zijn band Skua om "echte" muziek te gaan maken. Skua ging echter al uit elkaar, voor ze goed en wel begonnen. Cattermole verdween in de anonimiteit tot begin 2005 toen hij opnieuw verscheen als de leadzanger en tekstschrijver van de rockband Charlie Bullitt. In 2005 trad de groep in clubs en kroegen op in onder meer Londen, Brighton en Aberdeen. Het grote succes leek echter niet te komen. In oktober 2005 verliet Cattermole in goed overleg de groep.
Cattermole werd dood in zijn huis in Dorset aangetroffen, slechts een aantal weken nadat S Club 7 een reünietour had aangekondigd en hij ook terug zou keren bij de band. Cattermole werd 46 jaar oud.